# Monte Platasse
Il Monte Platasse è una montagna delle Alpi Cozie alta 3.149 m (3.154 per la CTR). Si trova tra la Val Chisone e l'alta Val Susa ed interessa i comuni di Pragelato e di Sauze di Cesana, entrambi in Provincia di Torino.

## Descrizione

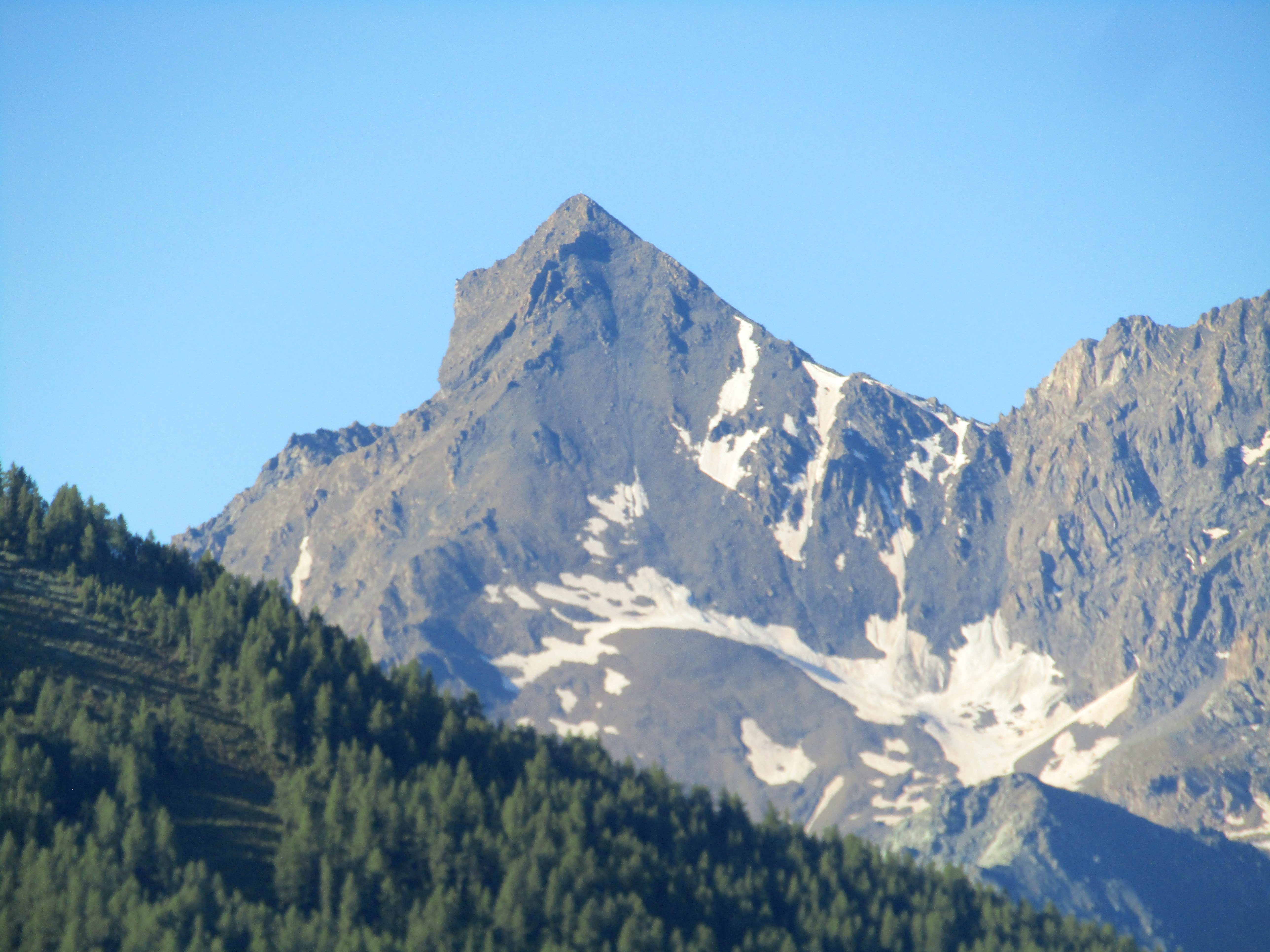
Vista del Gran Puy, sul lato opporto della Val Chisone

La montagna appartiene allo spartiacque che separa la Val Troncea dalla Valle Argentera. Un colletto quotato 2.991 la separa verso nord-ovest dalle vicine Rocce del Rouit, mentre un intaglio più profondo (2.897 m) la divide dal Monte Giornalet.
Verso la Valle Argentera dalla punta si dirama un costolone che divide i due piccoli valloni del Rio Crou e del Rio Giornalet, entrambi tributari del Rio Colombiera (a sua volta affluente del Torrente Ripa).
I versanti del Monte Platasse rivolti verso la Valle Argentera sono detritici e facilmente percorribili, mentre quelli verso la Val Troncea si presentano impervi e strapiombanti, composti di roccia che da un punto di vista alpinistico è pessima in quanto molto friabile.
Sul punto culminante, preceduto verso sud da un'anticima, si trova una croce metallica.

## Accesso alla cima

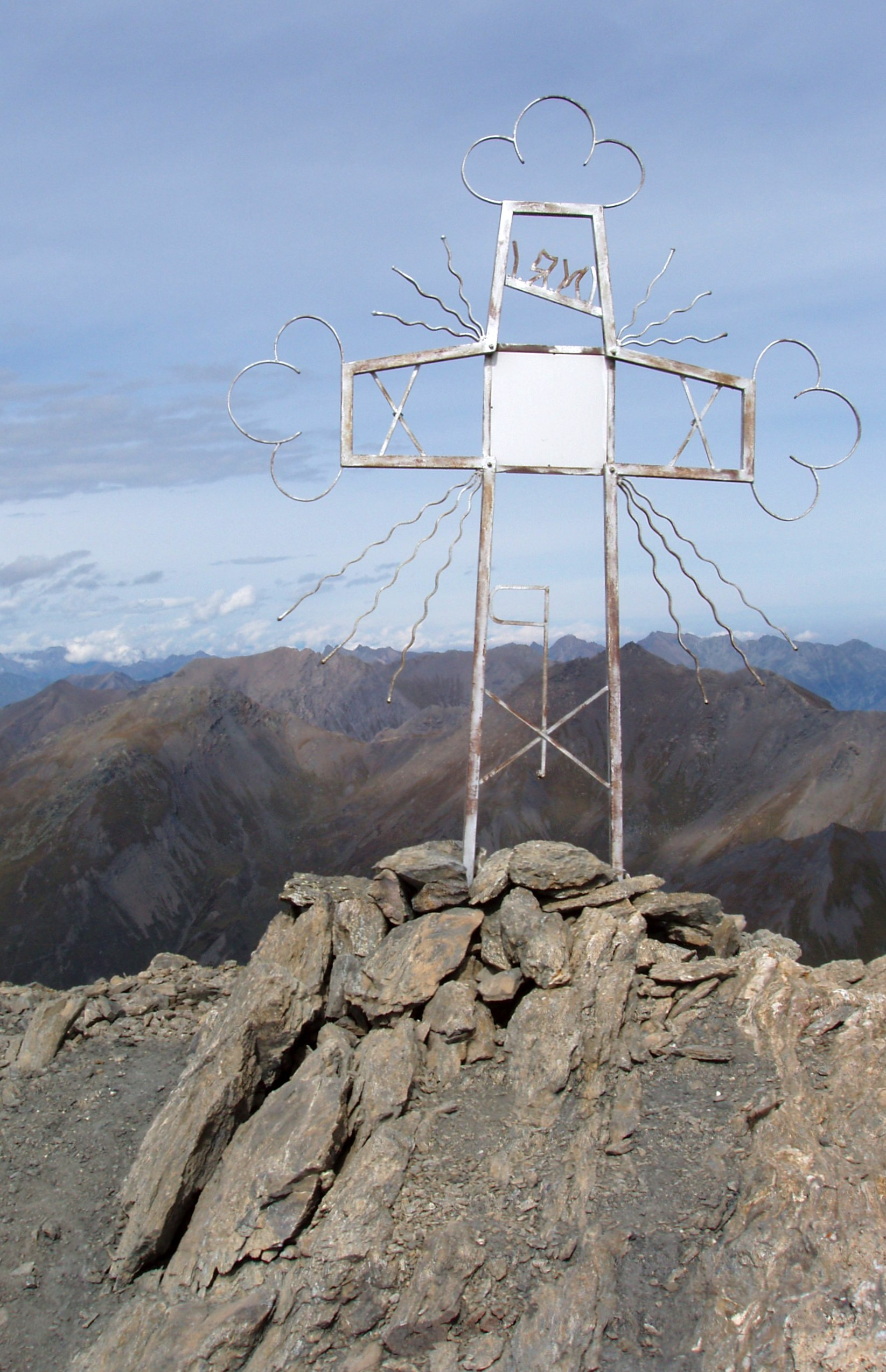
La croce di vetta

La via di salita normale parte dalla Valle Argentera e si stacca dallo sterrato proveniente da Bessè Haut risalendo prima il costolone tra il Rio Crou e il Rio Giornalet e poi allargandosi verso sinistra.
Il Monte Platasse è anche una meta sci-alpinistica.
.